# Nakalipithecus
 Nakalipithecus  ist eine ausgestorbene Gattung der Menschenaffen, die während des späten Miozäns in Ostafrika vorkam. In Kenia, am Ostrand des Großen Afrikanischen Grabenbruchs entdeckte Fossilien, die zu dieser Gattung gestellt wurden, datierten ihre Entdecker in der Erstbeschreibung von Nakalipithecus im Jahr 2007 mit Hilfe der 39Ar-40Ar-Methode in die Zeit vor 9,9 bis 9,8 Millionen Jahren.

## Namensgebung
Die Bezeichnung der Gattung Nakalipithecus ist abgeleitet vom Fundort im Gebiet von Nakali sowie vom griechischen Wort πίθηκος (altgriechisch ausgesprochen píthēkos: „Affe“). Das Epitheton der bislang einzigen wissenschaftlich beschriebenen Art, Nakalipithecus nakayamai, gedenkt des verstorbenen Geologen Katsuhiro Nakayama, der dem überwiegend aus Japan stammenden Grabungsteam angehört hatte. Nakalipithecus nakayamai bedeutet somit sinngemäß „Nakayamascher Affe aus Nakali.“

## Erstbeschreibung
Als Holotypus der Gattung und zugleich der Typusart Nakalipithecus nakayamai wurde in der Erstbeschreibung durch Yutaka Kunimatsu et al. das Fragment eines Unterkiefers mit drei erhaltenen großen Backenzähnen eines vermutlich erwachsenen Individuums ausgewiesen (Archivnummer KNM-NA46400). Als Paratypen wurden dem Holotypus weitere elf einzelne Zähne von der gleichen Fundstelle beigegeben. Diese liegt bei Nakali, 40 km westlich von Maralal, der Hauptstadt des Samburu Distrikts. Die Fossilien werden im Nairobi National Museum (früher: Kenya National Museum, daher KNM) in Nairobi aufbewahrt.

## Merkmale
In der Erstbeschreibung von Nakalipithecus wird dessen Habitat aufgrund von Fossilienfunden anderer Tierarten – darunter Schlank- und Stummelaffen der Gattung Microcolobus – als bewaldet interpretiert.
Die Körpergröße von Nakalipithecus ist vergleichbar mit der von weiblichen Gorillas. Die Merkmale von Nakalipithecus ähneln jenen des etwas jüngeren, in Griechenland entdeckten Ouranopithecus macedoniensis, dessen stärker verdickter Zahnschmelz jedoch auf einen offeneren und trockeneren Lebensraum hinweise.
Ouranopithecus macedoniensis war – obwohl nur aus Griechenland bekannt – wiederholt als möglicher enger Verwandter der gemeinsamen Vorfahren von Gorillas, Schimpansen und der Hominini in Betracht gezogen worden. Der ungefähr gleich alte Fund von Nakalipithecus liefert den Autoren seiner Erstbeschreibung zufolge neue Hinweise auf die Anatomie der unmittelbaren Vorfahren aller heutigen afrikanischen Menschenaffen; ausdrücklich erwähnt wird, dass diese Gattung „dem letzten gemeinsamen Vorfahren der noch vorhandenen afrikanischen Großen Menschenaffen und des Menschen nahestehen könnte“. Dieser letzte gemeinsame Vorfahre von Gorillas, Schimpansen und Mensch wird heute zumeist in die Zeit vor 9 bis 8 Millionen Jahren datiert, wobei Fossilienfunde aus dem späten Miozän (von vor 11 bis 5 Millionen Jahren) in Afrika bisher sehr selten sind; Ausnahmen sind beispielsweise Chororapithecus sowie (mit bislang unklarer verwandtschaftlicher Zuordnung) Samburupithecus kiptalami, dessen Oberkiefer 1982 im Norden Kenias in den Samburu Hills entdeckt worden war. Aus dieser Armut an afrikanischen Funden war zuvor wiederholt geschlossen worden, dass die unmittelbaren Vorfahren der heutigen Menschenaffen womöglich in Eurasien gelebt und von dort aus nach Afrika eingewandert seien.

## Belege
1. ↑  Yutaka Kunimatsu, Masato Nakatsukasa, Yoshihiro Sawada, Tetsuya Sakai, Masayuki Hyodo, Hironobu Hyodo, Tetsumaru Itaya, Hideo Nakaya, Haruo Saegusa, Arnaud Mazurier, Mototaka Saneyoshi, Hiroshi Tsujikawa, Ayumi Yamamoto, Emma Mbua: A new Late Miocene great ape from Kenya and its implications for the origins of African great apes and humans. In: PNAS. Band 104, Nr. 49, 2007, S. 19220–19225; doi:10.1073/pnas.0706190104.